# Irati (kommun i Brasilien, Santa Catarina)
Irati är en kommun i Brasilien.   Den ligger i delstaten Santa Catarina, i den södra delen av landet, 1 300 km söder om huvudstaden Brasília. Antalet invånare är 2 096.
Omgivningarna runt Irati är en mosaik av jordbruksmark och naturlig växtlighet. Runt Irati är det ganska glesbefolkat, med 26 invånare per kvadratkilometer.